# Eremias acutirostris
Eremias acutirostris este o specie de șopârle din genul Eremias, familia Lacertidae, ordinul Squamata, descrisă de Boulenger 1887. A fost clasificată de IUCN ca specie cu risc scăzut. Conform Catalogue of Life specia Eremias acutirostris nu are subspecii cunoscute.